# Château de Villers-Campeau
Le château de Campeau est un château situé sur le territoire de la commune de Somain, dans le Nord, en France. Jusque 1947, il était sis sur le finage de Villers-Campeau, (respectivement Villers-au-bois et Campeau avant 1790) cette commune ayant été absorbée par Somain.

## Histoire

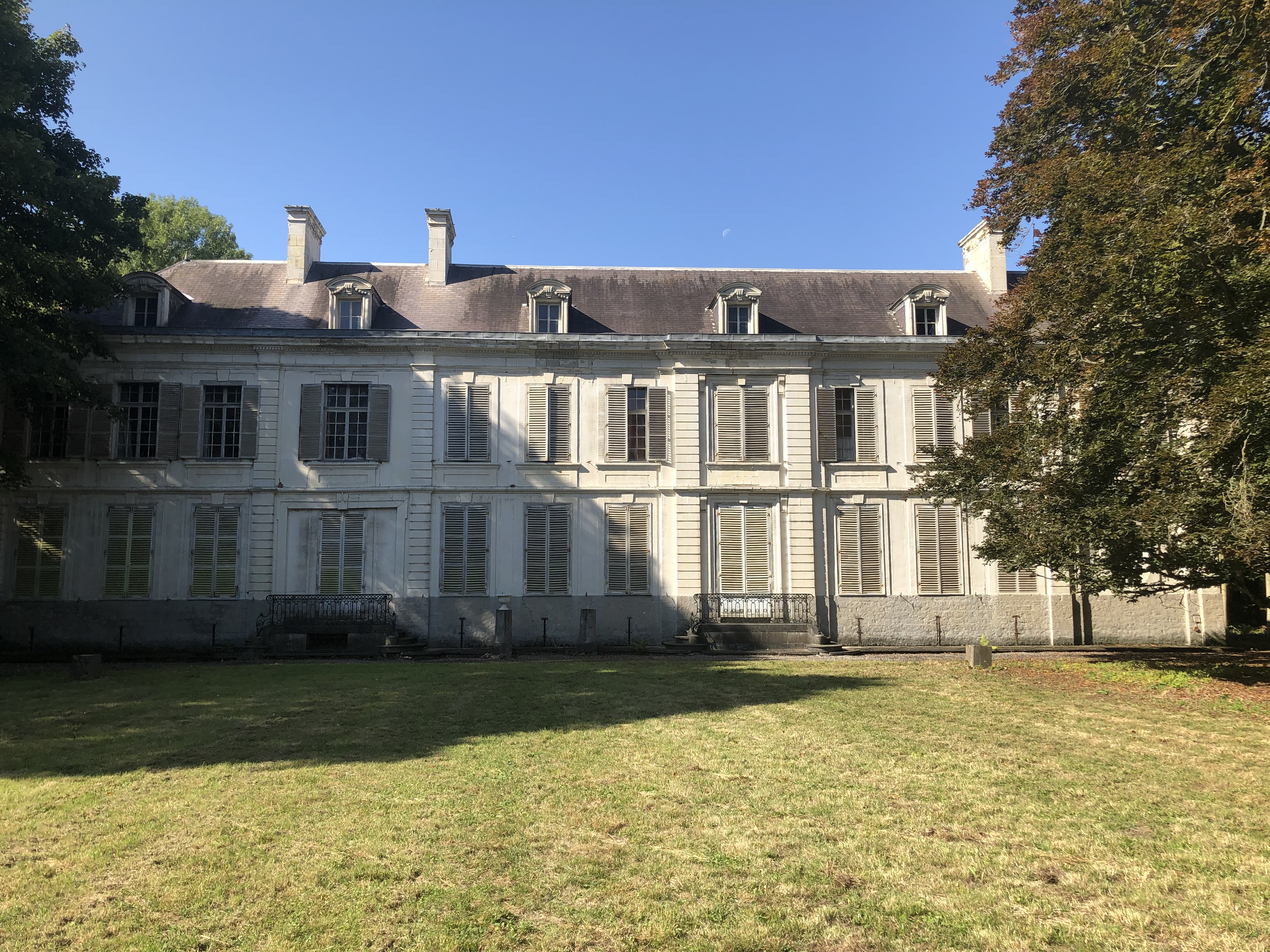
Le château en 2019.

Il est acquis en 1679 par un ancêtre de François Rémy.
La dernière modification importante est la construction en 1870 par leur grand-père Georges de la galerie avec les statues des 4 saisons en façade et les gypso de Canova (Originaux à Saint-Pétersbourg, Musée de l’Ermitage).
Dans l’axe du château, une colonne surmontée par un Mercure (copie en fonte), œuvre de Jean de Bologne, grand sculpteur de la Renaissance, natif de Douai.
Une motte castrale est inscrit à l'inventaire par arrêté du 6 décembre 1978 aux monuments historiques.
Il est inscrit aux monuments historiques le 2 février 2016.